# Saltos ornamentais no Campeonato Mundial de Esportes Aquáticos de 2017 - Plataforma 10 m sincronizado masculino
A prova de plataforma 10 m sincronizado masculino dos saltos ornamentais no Campeonato Mundial de Esportes Aquáticos de 2017 foi realizada no dia 17 de julho, em Budapeste, Hungria.

## Calendário
| Fase              | Data        | Hora  |
| ----------------- | ----------- | ----- |
| Rodada preliminar | 17 de julho | 13:00 |
| Final             | 17 de julho | 18:30 |

## Medalhistas
| Ouro                          | Prata                                       | Bronze                                     |
| China · Chen Aisen · Yang Hao | Rússia · Aleksandr Bondar · Viktor Minibaev | Alemanha · Patrick Hausding · Sascha Klein |

## Resultados
Esses foram os resultados da competição.
| Pos.              | Nacionalidade   | Saltadores                           | Preliminar | Preliminar | Final       | Final       |
| Pos.              | Nacionalidade   | Saltadores                           | Pontos     | Pos.       | Pontos      | Pos.        |
| ----------------- | --------------- | ------------------------------------ | ---------- | ---------- | ----------- | ----------- |
| Medalha de ouro   | China           | Chen Aisen Yang Hao                  | 466.44     | 1          | 498.48      | 1           |
| Medalha de prata  | Rússia          | Aleksandr Bondar Viktor Minibaev     | 415.02     | 4          | 458.85      | 2           |
| Medalha de bronze | Alemanha        | Patrick Hausding Sascha Klein        | 412.92     | 5          | 440.82      | 3           |
| 4                 | Reino Unido     | Tom Daley Daniel Goodfellow          | 433.14     | 2          | 418.02      | 4           |
| 5                 | Ucrânia         | Maksym Dolhov Oleksandr Horshkovozov | 419.01     | 3          | 416.31      | 5           |
| 6                 | Estados Unidos  | Steele Johnson Brandon Loschiavo     | 406.53     | 8          | 406.83      | 6           |
| 7                 | Coreia do Sul   | Kim Yeong-nam Woo Ha-ram             | 378.36     | 10         | 391.17      | 7           |
| 8                 | Austrália       | Domonic Bedggood Declan Stacey       | 388.20     | 9          | 387.30      | 8           |
| 9                 | Armênia         | Vladimir Harutyunyan Lev Sargsyan    | 368.40     | 11         | 385.20      | 9           |
| 10                | México          | José Balleza Kevin Berlín            | 411.72     | 6          | 378.48      | 10          |
| 11                | Coreia do Norte | Hyon Il-myong Ri Hyon-ju             | 409.95     | 7          | 372.24      | 11          |
| 12                | Bielorrússia    | Artsiom Barouski Vadim Kaptur        | 361.83     | 12         | 362.04      | 12          |
| 13                | Colômbia        | Kevin García Víctor Ortega           | 333.96     | 13         | Não avançou | Não avançou |

Legenda
| Recorde mundial       | Recorde mundial (World record)               |                       | Recorde africano                      | Recorde africano (African) |                                           | Q | Classificado por posição (Qualified) |
| Recorde do campeonato | Recorde do campeonato (Championship record)  | Recorde da América    | Recorde da América (Americas)         | q                          | Classificado por melhor tempo (Qualified) |   |                                      |
| Melhor marca do ano   | Melhor marca do ano (World leading)          | Recorde asiático      | Recorde asiático (Asian)              | DNS                        | Não largou (Did not start)                |   |                                      |
| Recorde nacional      | Recorde nacional (National record)           | Recorde europeu       | Recorde europeu (European)            | DNF                        | Não terminou (Did not finish)             |   |                                      |
| Recorde pessoal       | Recorde pessoal do atleta (Personal best)    | Recorde da Oceania    | Recorde da Oceania (Oceania)          | DSQ / DQ                   | Desclassificado (Disqualified)            |   |                                      |
| Recorde da temporada  | Recorde da temporada do atleta (Season best) | Recorde sul-americano | Recorde sul-americano (South America) | NM                         | Sem marca (No mark)                       |   |                                      |